# اندروید کیت‌کت
اندروید کیت‌کت (به انگلیسی: Android KitKat) یا اندروید ۴٫۴ یکی از نسخه‌های سیستم عامل اندروید است که توسط شرکت گوگل در سال ۲۰۱۳ برای اولین بار معرفی شد.
در اکتبر ۲۰۲۰، ۱٫۴۷ درصد از دستگاه‌های اندرویدی KitKat را اجرا می‌کنند.

## تبلیغات
نستله، صاحب برند شکلات کیت‌کت (به انگلیسی: KitKat) در مقابل استفادهٔ اندروید از این نام برای نام‌گذاری اندروید ۴٫۴ که نوعی تبلیغ رایگان شکلات‌های آن به‌شمار می‌رود، برای گوگل و محصولات سری نکسوس، بر روی بسته‌بندی‌های خود تبلیغ خواهد کرد تا به این‌صورت یک بازی برد-برد برای هر دو شرکت شکل گرفته باشد و در حوزه‌های نفوذ یک‌دیگر تبلیغ کرده باشند.
به گفتهٔ شرکت گوگل، صاحب‌امتیاز سیستم‌عامل اندروید، بیش از ۵۰ میلیون شکلات مخصوص در بازارهای آمریکا، انگلستان، کانادا و خاورمیانه منتشر شد. با خرید این شکلات‌ها می‌شد در قرعه‌کشی گوگل شرکت کرد. از جمله جوایز این قرعه‌کشی، تبلت نکسوس ۷ بود.
شرکت نستله نیز شکلات‌هایی با ظاهر اندروید منتشر خواهد کرد. تبلیغ این شکلات‌ها از زمان معرفی بر روی تارنمای نستله موجود است.

## ویژگی‌ها
از ویژگی‌های تازهٔ این نسخه می‌توان به موارد زیر اشاره کرد:
- امکان جستجوی صوتی با اوکی گوگل (Okay Google)
- نمایش فیلم و عکس در کل صفحه در کنار کنترل آن
- نمایش تمام‌صفحه بدون دکمه برای بعضی از برنامه‌ها
- اولویت‌بندی تماس‌ها برای افرادی که بیشتر به آن‌ها تماس می‌گیریم
- نمایش شمارهٔ تماس‌های ناشناس بر پایهٔ اطلاعات موجود در نقشه‌های گوگل
- تقویت پیام‌ها و ادغام نرم‌افزارهای پیام‌رسان
- افزایش تعداد شکلک‌ها در صفحه‌کلید اندروید کیت کت توسط گوگل
- پشتیبانی از چاپ ابری یا Cloud Print
- نصب نرم‌افزار کوئیک‌آفیس به‌صورت پیش‌فرض برروی این نسخه از اندروید
- امکان شمارش گام‌های کاربر در زمان ورزش[۴]